# Pauline Macabies
Pauline Macabies (ur. 3 marca 1986 w Chambéry) – francuska biathlonistka, reprezentantka kraju w zawodach Pucharu Świata.
W 2006 została wicemistrzynią świata juniorów w biegu indywidualnym oraz w sztafecie. Rok później powtórzyła swój wynik w sztafecie. Jej najlepszą pozycją w zawodach Pucharu Świata jest 14. miejsce w biegu indywidualnym w Pokljuce.

## Osiągnięcia

### Mistrzostwa Świata
| 2007 Anterselva (Włochy) | 44. miejsce (SP), 37. miejsce (PU) |
| 2008 Östersund (Szwecja) | 24. miejsce (IN)                   |

### Mistrzostwa świata juniorów
| 2004 Haute Maurienne (Francja) | 9. miejsce (IN), 23. miejsce (SP), 8. miejsce (PU)                   |
| 2005 Kontiolahti (Finlandia)   | 9. miejsce (IN), 19. miejsce (SP), 19. miejsce (PU), 9. miejsce (RL) |
| 2006 Presque Isle (USA)        | 2. miejsce (IN), 8. miejsce (SP), 8. miejsce (PU), 2. miejsce (RL)   |
| 2007 Martell (Włochy)          | 4. miejsce (IN), 10. miejsce (SP), 4. miejsce (PU), 2. miejsce (RL)  |

### Puchar Świata

#### Miejsca w klasyfikacji generalnej
| Sezon     | Miejsce |
| --------- | ------- |
| 2006/2007 | 62.     |
| 2007/2008 | 51.     |
| 2008/2009 | 58.     |
| 2010/2011 | 49.     |
| 2011/2012 | 79.     |